# Max Piroch

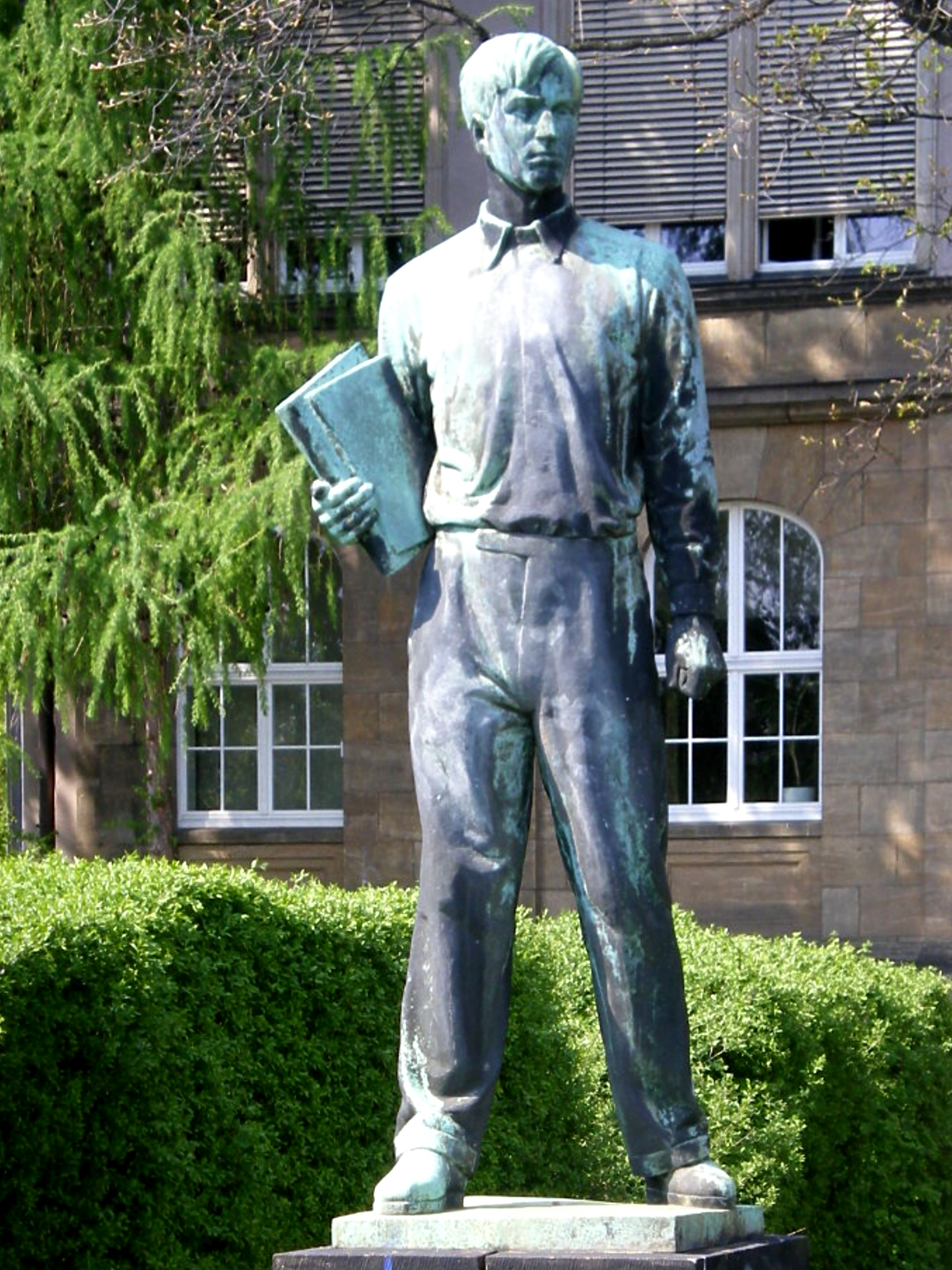
Arbeiterstudent, Strehlener Platz, Dresden

Josef Max Piroch (* 11. Oktober 1900 in Dresden; † 12. April 1984 ebenda) war ein deutscher Bildhauer.

## Leben
Von 1907 bis 1915 besuchte er die Volksschule in Dresden, danach absolvierte er eine Modelleurlehre in Dresden mit anschließender Gehilfenzeit bis 1922. Im gleichen Jahr bewarb er sich bei der Dresdner Kunstakademie und studierte dort bis 1929. Er war Meisterschüler bei Selmar Werner von 1922 bis 1924 und bei Karl Albiker von 1924 bis 1929. Seine Ausbildung beendete er mit einem Ehrenzeugnis der Kunstakademie. Ab 1929 war er freischaffend in Dresden tätig. In der Zeit des Nationalsozialismus war Piroch Mitglied der Reichskammer der bildenden Künste.
Er nahm als Soldat der Wehrmacht am Zweiten Weltkrieg teil und war bis 1946 in Kriegsgefangenschaft. Seine Wohnung und Atelier befanden sich in der Neuen Gasse 13 und wurden 1945 bei den Bombenangriffen auf Dresden zerstört.
Nach Kriegsende arbeitete Piroch wieder freischaffend in Dresden. Die Stadt Dresden verlieh ihm 1974 den Martin-Andersen-Nexö-Kunstpreis. Er arbeitete in künstlerischen Beiräten der Stadt Dresden mit und war ab 1949 Mitglied im Verband Bildender Künstler der DDR.

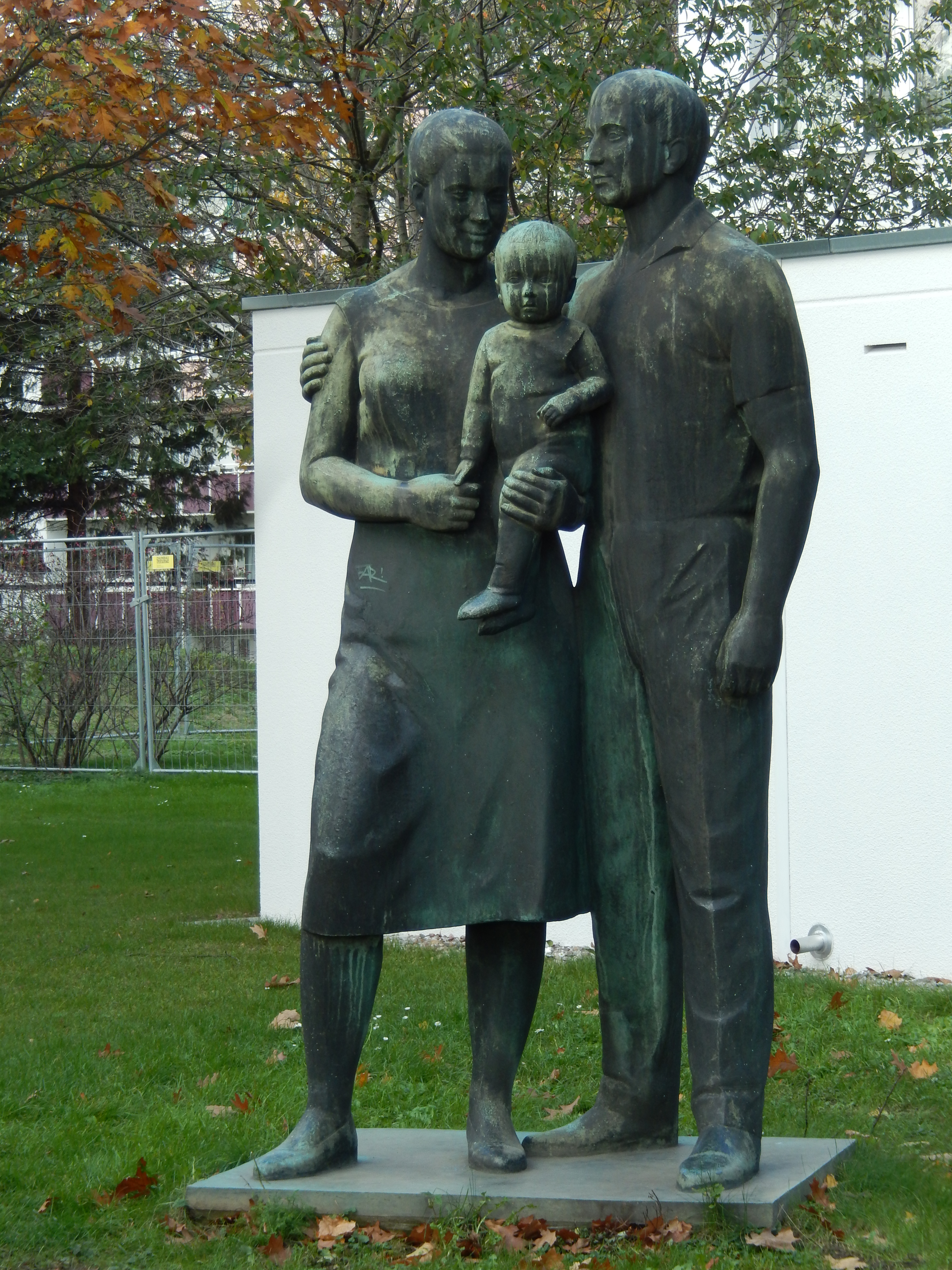
Dresden Stübelallee: Sozialistische Familie

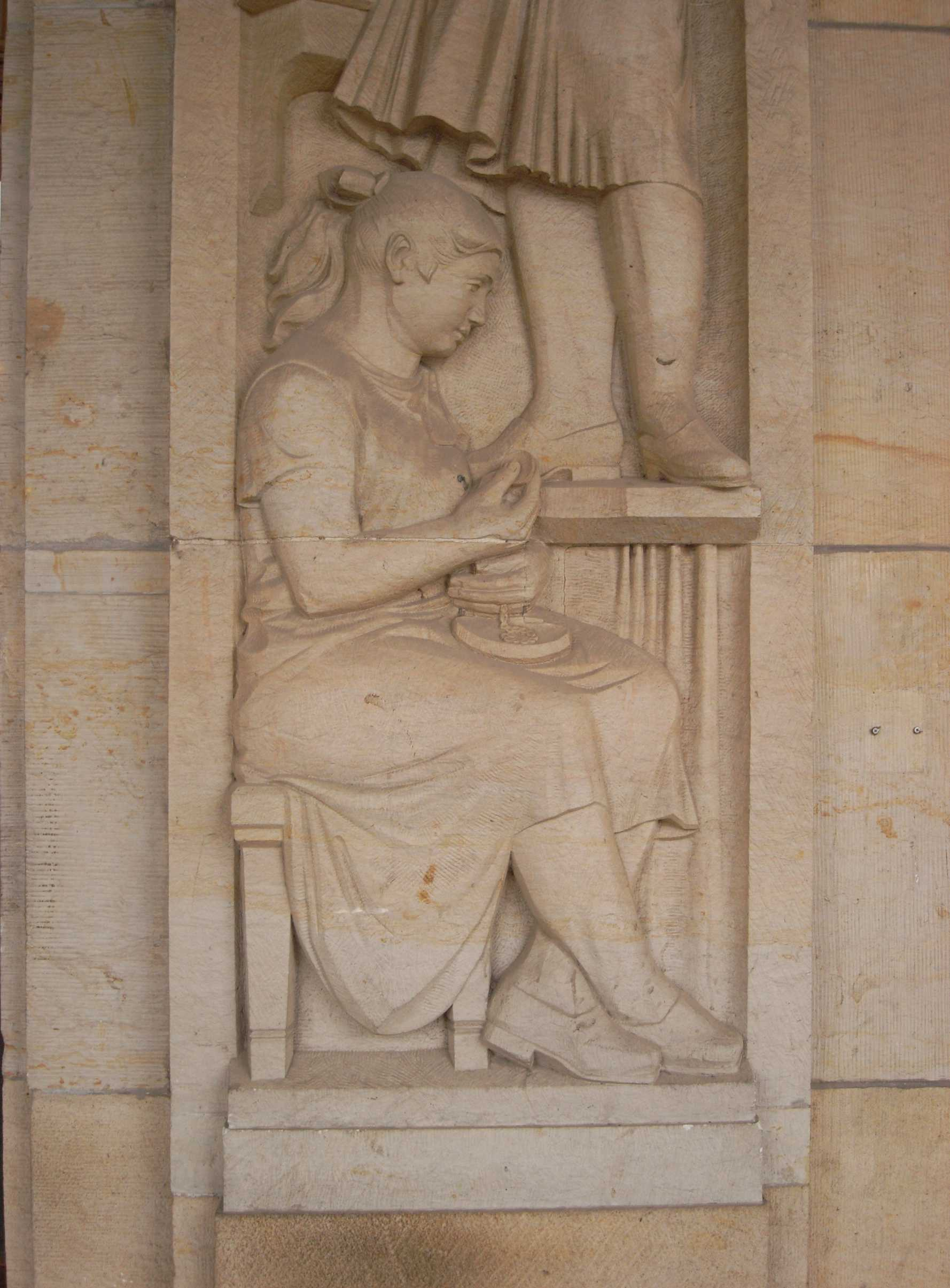
Relief an der Altmarkt-Westseite, Dresden

## Werke

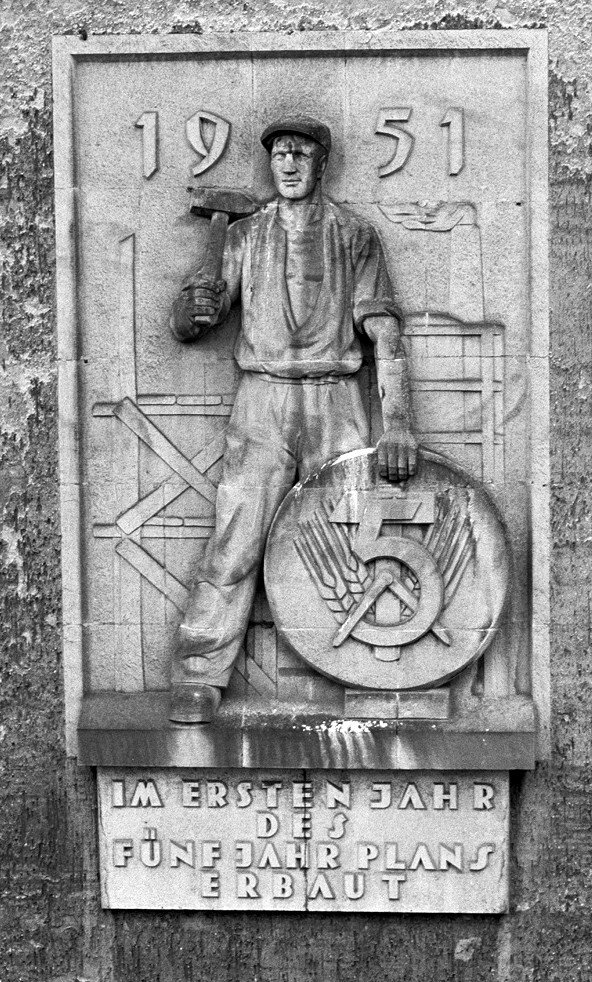
Fünf-Jahrplan (Zustand 1991)

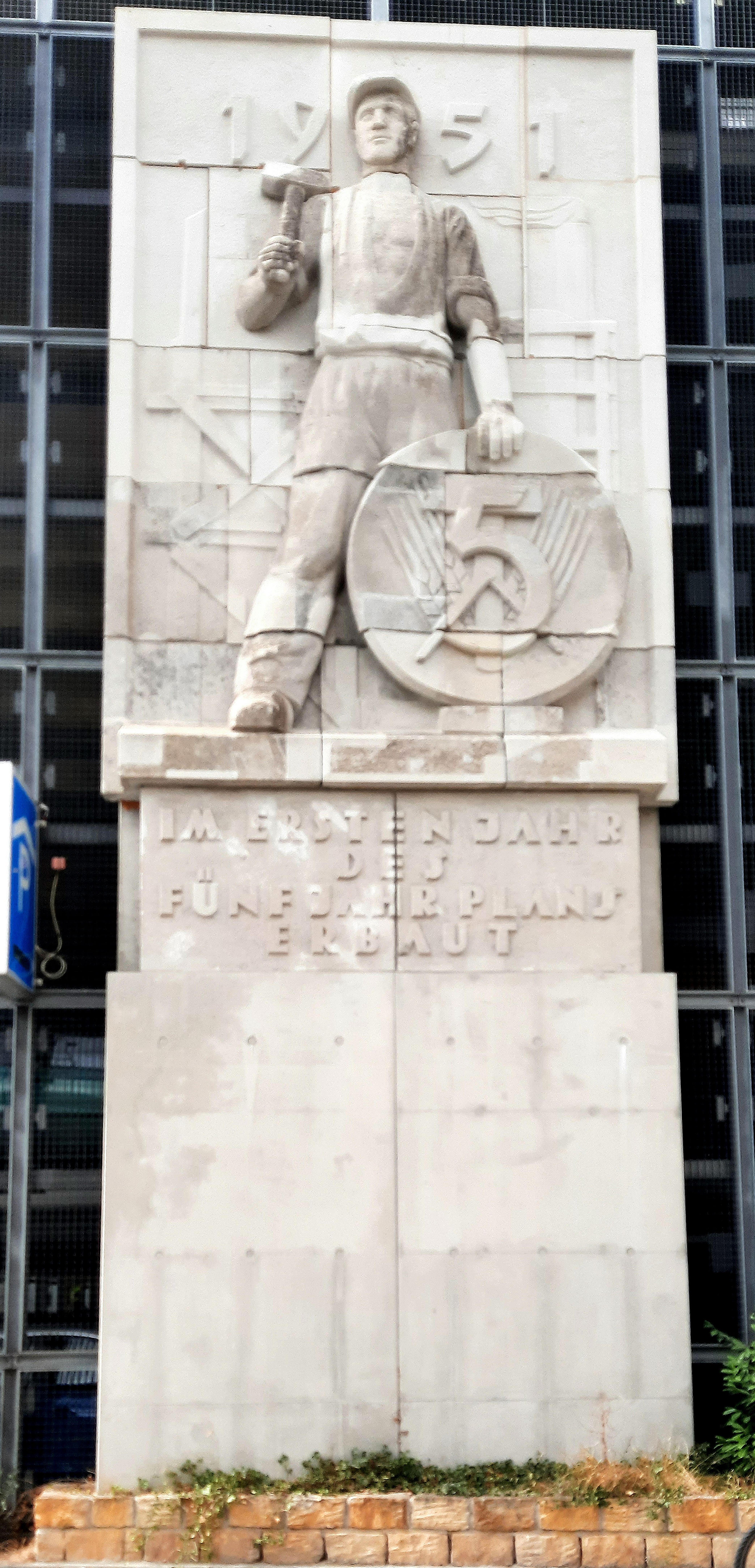
Fünfjahrplan (neu aufgestellt 2022)

### Fünf-Jahrplan
1951 schuf Piroch das Relief Arbeiter Fünf-Jahrplan am (2005 abgerissenen) Kühlhaus der Dresdner Kristalleisfabrik in Dresden-Friedrichstadt. Das Werk zeigt einen Arbeiter mit Hammer auf der Schulter. Im Hintergrund ist eine Fabrik mit einem rauchenden Schornstein zu sehen. Das Bildprogramm symbolisiert die Zielstellung des ersten 5-Jahrplanes der DDR-Wirtschaft von 1951 bis 1955. Der Arbeiter stützt sich auf ein Emblem mit Hammer, Zirkel, Ährenkranz und einer fünf, das neue Sinnbild der neuen Machthaber um die Einheit der Arbeiterklasse mit den arbeitenden Bauern und der schöpferischen Intelligenz zu verdeutlichen. Das Relief ist knapp acht Meter hoch und mehr als vier Meter breit; es wiegt insgesamt rund 35 Tonnen. Am 12. April 1951 genehmigte und beschloss der sächsische Ministerrat den Entwurf des Künstlers. Grundlage dazu war die 2. Kulturverordnung vom 16. März 1950.
Als das Gebäude 2005 abgerissen wurde, bekam der Investor die Auflage, das Relief restaurieren zu lassen und wieder anzubringen. Beim Abnehmen wurde es schwer beschädigt. Für das neu gebaute Parkhaus war das Relief zu schwer, alternative Standorte wurden vom Denkmalamt nicht genehmigt. Daher steht es nun auf einer eigenen Konstruktion frei vor dem Parkhaus. Die Sanierung kostete einen sechsstelligen Euro-Betrag und wurde vom Zittauer Steinmetz Roland Friebolin durchgeführt.

### Weitere Werke (Auswahl)
- Bildnisbüste (Gips, 1930 auf der Ausstellung „Dresdner Kunst“)[6]

- 1935 oder nach 1945 (?): Figur Die Schwimmerin, Sammlung Dresden[7]
- 1949: Mahnmal für die Opfer des Faschismus, Stadt Freital
- 1951: Orgelprospekt für die Kirche in Rothenburg/Oberlausitz[8]
- Bergmannsfigur und Reliefs für VEB Zinnerz Altenberg
- Torpfeilergruppe für die Humboldt-Universität Berlin
- 1955/56: Reliefs Altmarkt-Westseite, Ecke Wilsdruffer Straße, Dresden[9]
- 1958: Arbeiterstudent, Bronze, Fachschule für Eisenbahnwesen, Strehlener Platz, Dresden
- Bronzebüste von Friedrich List für die Hochschule für Verkehrswesen Dresden
- 1969: Figurengruppe Familie, Bronze, Stübelallee, Dresden
- Freiplastik für das Krankenhaus in Großenhain

## Teilnahme an Ausstellungen (mutmaßlich unvollständig)
- 1930: Dresden, Brühlsche Terrasse („Dresdner Kunst“)
- 1933: Dresden, Schloss („Gemeinsame Ausstellung. 3 Künstlergruppen Dresden 1933“)
- 1934: Dresden („Sächsische Kunstausstellung“)
- 1935: Dresden („Dresdner Kunstausstellung. Sonderschau Kriegsbilder“)
- 1979: Dresden, Bezirkskunstausstellung